# Velez Árpád
Velez Árpád (Mór, 1977. július 24. –) magyar marketingszakember, politikus; 2009. április 14. és 2010. május 13. között, illetve 2014. május 6. óta a Magyar Szocialista Párt országgyűlési képviselője. Terézvárosban lakik.

## Életrajz

### Tanulmányai
2013-ban a Stonebridge Associated Colleges intézménynél marketingszakember képzettséget szerzett. 2015-ben az Alfred Nobel Open Business School üzleti managment szakember angol nyelvű mesterképzését végezte el.
Német, orosz és angol nyelven tárgyalási szinten tud.

### Politikai pályafutása
2009. április 14. és 2010. május 13. között a Magyar Szocialista Párt országgyűlési képviselője. Szabados Ákos mandátumát vette át, aki családi okokra hivatkozva 2009. április 6-án mondott le mandátumáról.
2014. május 6. óta újra a Magyar Szocialista Párt országgyűlési képviselője. 2016. július 6. óta a Magyar Szocialista Párt frakcióvezető-helyettese.
2009. április 14. és 2009. április 27. között az Ifjúsági, szociális és családügyi bizottságnak a tagja. 2009. április 20. és 2010. május 13. között a Külügyi és határon túli magyarok bizottságának a tagja.
2014. május 6. és 2016. szeptember 12. között a Gazdasági bizottságnak a tagja. 2016. szeptember 12. és 2016. november 21. között a Költségvetési bizottságnak a tagja.
2017. november 7-én Velez Árpád bejelentette, hogy nem indul a 2018-as országgyűlési választáson, sem egyéniben, sem listában.